# Златната клетка
Златната клетка (на турски: Bıçak Sırtı, в най-близък превод Нож в гърба) e турски драматичен сериал, излязъл на телевизионния екран през 2007 г.

## Актьорски състав
- Нежат Ишлер – Али Синан
- Мелиса Сьозен – Нисан Ертугрул
- Фикрет Кушкан – Орхан Ертугрул
- Джанан Ергюдер – Сера
- Вилдан Атасевер – Гюнеш Синан
- Мехмет Гюнсюр – Мехмет Ертугрул
- Махир Гюнширай – Харун
- Еркан Джан – Нуман
- Туурул Четинер – Селим Решат Ертугрул
- Ипек Билгин – Рана
- Батухан Караджакая – Мурат Ертугрул
- Нихал Колдаш – Гьонюл
- Тайлян Ерлер – Комисар

## В България
В България сериалът започва излъчване на 31 май 2011 г. по bTV и завършва на 5 август. На 27 юни 2012 г. започва отново и завършва на 20 август. Ролите се озвучават от Красимира Казанджиева, Татяна Захова, Цветан Ватев, Цанко Тасев и Марин Янев.
На 28 март 2013 г. започва повторно излъчване по bTV Lady и завършва на 28 май.